# Гавриловичи
Гавриловичи (бел. Гаўрылавічы) — деревня в Новосёлковском сельсовете Поставского района Витебской области Белоруссии.

## География
В 20 км от города Поставы и в 10 км от железнодорожной станции Воропаево.

## История
Впервые упоминается в метрических книгах Лучайского костела в 1774 году.
В 1873 году — в Лучайской волости Вилейского уезда Виленской губернии, 40 ревизских душ.
В 1905 году — 179 жителей, 297 десятин земли.
В результате советско-польской войны 1919—1921 гг. деревня оказалась в составе Польши (II Речь Посполитая). Административно деревня входила в состав Лучайской гмины Дуниловичского повета Виленского воеводства.
В 1923 году — насчитывала 39 дворов и 189 жителей.
В сентябре 1939 года Гавриловичи были присоединены к БССР силами Белорусского фронта РККА.
С 15 января 1940 года — в Лучайском сельсовете Дуниловичского района.
В 1947 году — 44 хозяйства.
С 23 марта 1954 года — в Дуниловичском сельсовете.
С 20 января 1960 года — в Воропаевском поселковом совете.
В 1964 году — 56 дворов, 160 жителей.
С 27 декабря 1985 года — в Юньковском сельсовете.
С 27 сентября 1991 года — в Лукашовском сельсовете.
С 24 августа 1992 года — в Новосёлковском сельсовете.
В 2001 году — 24 двора, 39 жителей. В колхозе имени Суворова.